# Don Freeland
Don Freeland (25 de março de 1925 – 2 de novembro de 2007) foi um automobilista norte-americano.
Freeland esteve em oito 500 Milhas de Indianápolis, quando a prova fazia parte do calendário da Fórmula 1 de 1950 até 1960: 1953, 1954, 1955, 1956, 1957, 1958, 1959 e 1960. Seu melhor resultado nas 500 Milhas de Indianápolis foi o 3º lugar em 1956, alcançando assim uma vez o pódio e marcando ao todo 4 pontos em sua carreira.